# 郭開
郭 開（かく かい、生没年不詳）は、中国戦国時代末期の趙の政治家。悼襄王と幽繆王に仕えた。趙を傾かせた奸臣として有名な人物である。

## 生涯
紀元前245年、趙の名将であった廉頗は、悼襄王の不当な人事により解任されたことを怨み、後任の将軍である楽乗を破って趙を出奔した。だがこのため、趙に名将がいなくなって秦の標的とされたため、悼襄王は廉頗を呼び戻すため使者を送った。悼襄王の使者の前で元気な姿を見せて帰参を承知した廉頗であったが、廉頗が趙にいた頃から対立していた郭開は、この使者を買収して悼襄王に対して「三度遺失」と虚偽の報告をさせた（廉頗が使者の前で3度小用に立った。廉頗が使者の前で3度失禁したという2つの意味がある。どちらの意を取るかは諸説あって不明）。このため、悼襄王は廉頗が使い物にならないと判断して帰参を許さなかった。
紀元前229年、秦王政（後の始皇帝）は天下統一のため、趙に対して王翦を将とした大軍を送った。趙の幽繆王は当時の趙の名将であった李牧と司馬尚に防衛させた。秦軍は李牧のために何度も敗れており、今回も李牧の善戦のために苦しんだ。秦は李牧と司馬尚を排除するため、郭開に大金を送って趙軍の反間を画策した。郭開は幽繆王に「李牧らは謀反を企んでいる」と讒言する。幽繆王も実は先代から功名の高い李牧を恐れていたため、この讒言を真に受けて李牧らを更迭しようとした。しかし、李牧は王命に応じず、司馬尚は身の危険を感じて逃亡して、解任された。幽繆王は李牧を捕らえて、これを処刑して葬り去った。
翌年、趙は秦に邯鄲を攻められて滅亡した（趙攻略）。
郭開の末路は史書に記載がなく、不明である。